# Eillium
Eillium je mali otok 2.2 km sjeverozapadno od Rumbo Punte, sjeverozapadnog vrha otoka Laurie u otočju Južni Orkney na Antarktiku . Prvi su ga vidjeli i grubo ucrtali kapetan George Powell i kapetan Nathaniel Palmer tijekom njihovog zajedničkog krstarenja 1821. godine. Ponovno ga je ucrtala 1903. Škotska nacionalna antarktička ekspedicija pod vodstvom dr. Williama S. Brucea, koji ga je nazvao po svom sinu Eilliumu.

## Važno područje za ptice
BirdLife International je otok označio kao važno područje za ptice (IBA) jer podržava veliku koloniju za razmnožavanje od oko 21.000 parova ogrličastih pingvina.